# Purple Diluvial
Purple Diluvial es el cuadragésimo quinto álbum de estudio del grupo alemán de música electrónica Tangerine Dream. Publicado en 2008 por el sello Eastgate destaca por ser un álbum de largas composiciones, alguna cercana a los 20 minutos, algo característico en los primeros álbumes de la trayectoria del grupo pero que cayó en desuso a partir de mediados de los años 80.

## Producción
Grabado en 2008 en los estudios Eastgate de Viena el álbum es el segundo de la serie de discos que la discográfica catalogó como «cupdisc» caracterizados por una presentación más sencilla y una duración más breve que los álbumes de estudio convencionales del grupo.  
Integrado por 3 canciones, una composición de Edgar Froese y dos de Thorsten Quaeschning, Purple Diluvial remite a los álbumes de larga duración de principios de la trayectoria de Tangerine Dream. No obstante en valoraciones del álbum, como la realizada por Sylvain Lupari en la web Guts of Darkness, se incide también en que la participación de Quaeschning tiene un impacto en el sonido del grupo similar al que, en su día, tuvo la participación de Johannes Schmoelling en la primera mitad de los años 80.

"Hablando de Schmoelling «Purple Diluvial» comienza con un piano suave y romántico. Creeríamos que es exactamente como en los tiempos de Schmoelling con este piano sensible a las resonancias suspendidas que flotan en una niebla mística. Esta magnífica melodía introductoria ofrece un ritmo moderado de agradables y cristalinos acordes de xilófono que suenan en un sintetizador y con armonías obsesivas como ver la luz del sol bajo el agua."
Sylvain Lupari (2008) 

## Lista de temas
| N.º   | Título                                  | Escritor(es)         | Duración |  |
| 1.    | «Armageddon In The Rose Garden Part II» | Edgar Froese         | 7:14     |  |
| 2.    | «Purple Diluvial»                       | Thorsten Quaeschning | 19:21    |  |
| 3.    | «Babylon The Great Has Fallen»          | Thorsten Quaeschning | 13:25    |  |
| 39:58 |                                         |                      |          |  |

## Personal
- Edgar Froese - intérprete y producción
- Thorsten Quaeschning - intérprete
- Harald Pairits - masterización
- Bianca F. Acquaye - diseño de portada